# كين غروفز
كين غروفز (بالإنجليزية: Ken Groves)‏ (9 أكتوبر 1921 في المملكة المتحدة - 1 مايو 2002 بونزر في المملكة المتحدة) هو لاعب كرة قدم بريطاني (وحمل سابقاً جنسية المملكة المتحدة لبريطانيا العظمى وأيرلندا) في مركز حراسة المرمى. لعب مع نادي ريدنغ.